# La gobernación y administración de China
La gobernación y administración de China es una colección en tres volúmenes de discursos y escritos de Xi Jinping, Secretario General del Partido Comunista Chino y actual líder supremo de China. Al presentar la línea oficial del partido para el desarrollo de China en el siglo XXI, la colección es una fuente autorizada sobre el pensamiento de Xi Jinping y un sucesor literario de las Citas del presidente Mao Zedong de Mao Zedong.
Los volúmenes se publicaron en 2014, 2017 y 2020.

## Resumen
La gobernación y administración de China consta de 270 piezas, organizadas temáticamente en 54 capítulos.  Los tres volúmenes fueron editados por tres entidades: la Oficina de Información del Consejo de Estado , la Oficina de Investigación de Literatura del Partido (del Comité Central) y el Grupo Editorial Internacional de China.  Los volúmenes también están intercalados con fotografías de Xi, que lo representan "en el trabajo y en la vida diaria". 
El texto articula el pensamiento de Xi Jinping, la filosofía política de Xi en lo que respecta a cuestiones políticas a gran escala relacionadas con China, incluida la economía, la política nacional, las relaciones internacionales, la infraestructura, la tecnología, el ambientalismo, la coexistencia pacífica y el ejército. El volumen I también contiene una biografía política de Xi en el apéndice.